# Morhange (Moselle)
Pour les articles homonymes, voir Morhange.
Pour l’article ayant un titre homophone, voir Morange.
Morhange [mɔʁɑ̃ʒ] est une commune française située dans le département de la Moselle, en région Grand Est. Ses habitants sont appelés les Morhangeois et sont au nombre de 3 484 en 2015.
Historiquement et culturellement située en Lorraine, Morhange est le chef-lieu d'un comté et d'un archiprêtré à l'Époque moderne. Cette petite ville a ensuite été le siège d'un district, d'un canton et d'une communauté de communes.

## Géographie

### Localisation
La commune se situe au cœur du département de la Moselle, département frontalier du Luxembourg et de l’Allemagne, à 39,4 km de Metz, à 43,1 km de Nancy, à 36,5 km de Sarrebourg, à 36,7 km de Sarreguemines et à 34,7 km de Forbach.

### Communes limitrophes
|            | Harprich       | Vallerange |
| Baronville | Morhange       | Racrange   |
| Achain     | Pévange, Riche | Conthil    |

### Géologie et relief
La ville s’est développée essentiellement en longueur, le long d’un axe principal qui s’étire au pied d’un vaste plateau de terres agricoles et de bois. Les pentes de ce plateau, avec souvent une forte déclivité, sont exposées plein sud et ont longtemps été couvertes de cultures et surtout de vergers ; elles ont été en partie urbanisées, essentiellement sous forme de maisons individuelles édifiées sur des terrains escarpés autour des quelques voies routières qui grimpent sur les hauteurs.
Au nord sur le plateau se trouvent la gare SNCF, la zone industrielle et les équipements de loisirs de l’étang de la Mutche et du site de la Claire-Forêt, ainsi que d’anciens terrains de manœuvres militaires.
Au sud s’étend une vaste plaine parsemée de petits villages, jusqu’aux hauteurs boisées en direction de Dieuze et du Parc naturel régional de Lorraine.

### Sismicité
Commune située dans une zone 1 de sismicité très faible.

### Climat
Pour des articles plus généraux, voir Climat du Grand Est et Climat de la Moselle.
En 2010, le climat de la commune est de type climat des marges montargnardes, selon une étude du Centre national de la recherche scientifique s'appuyant sur une série de données couvrant la période 1971-2000. En 2020, Météo-France publie une typologie des climats de la France métropolitaine dans laquelle la commune est exposée à un climat semi-continental et est dans la région climatique  Lorraine, plateau de Langres, Morvan, caractérisée par un hiver rude (1,5 °C), des vents modérés et des brouillards fréquents en automne et hiver. 
Pour la période 1971-2000, la température annuelle moyenne est de 9,8 °C, avec une amplitude thermique annuelle de 17,2 °C. Le cumul annuel moyen de précipitations est de 854 mm, avec 11,9 jours de précipitations en janvier et 9,4 jours en juillet. Pour la période 1991-2020, la température moyenne annuelle observée sur la station météorologique de Météo-France la plus proche, « Rodalbe », sur la commune de Rodalbe à 5 km à vol d'oiseau, est de 10,6 °C et le cumul annuel moyen de précipitations est de 737,2 mm. 
La température maximale relevée sur cette station est de 38,7 °C, atteinte le 24 juillet 2019 ; la température minimale est de −18,1 °C, atteinte le 26 décembre 2010,,. 
Les paramètres climatiques de la commune ont été estimés pour le milieu du siècle (2041-2070) selon différents scénarios d'émission de gaz à effet de serre à partir des nouvelles projections climatiques de référence DRIAS-2020. Ils sont consultables sur un site dédié publié par Météo-France en novembre 2022.

### Voies de communication et transports
Reliée facilement par la route aux principales villes du département et de la région, la commune est également desservie par une gare ferroviaire, sur la ligne Metz – Strasbourg, située à l'extérieur de la ville et accessible par un service de navette communale.
Morhange bénéficie aussi de la proximité de la gare TGV à Louvigny et de celle de l’aéroport régional.

### Hydrographie et les eaux souterraines

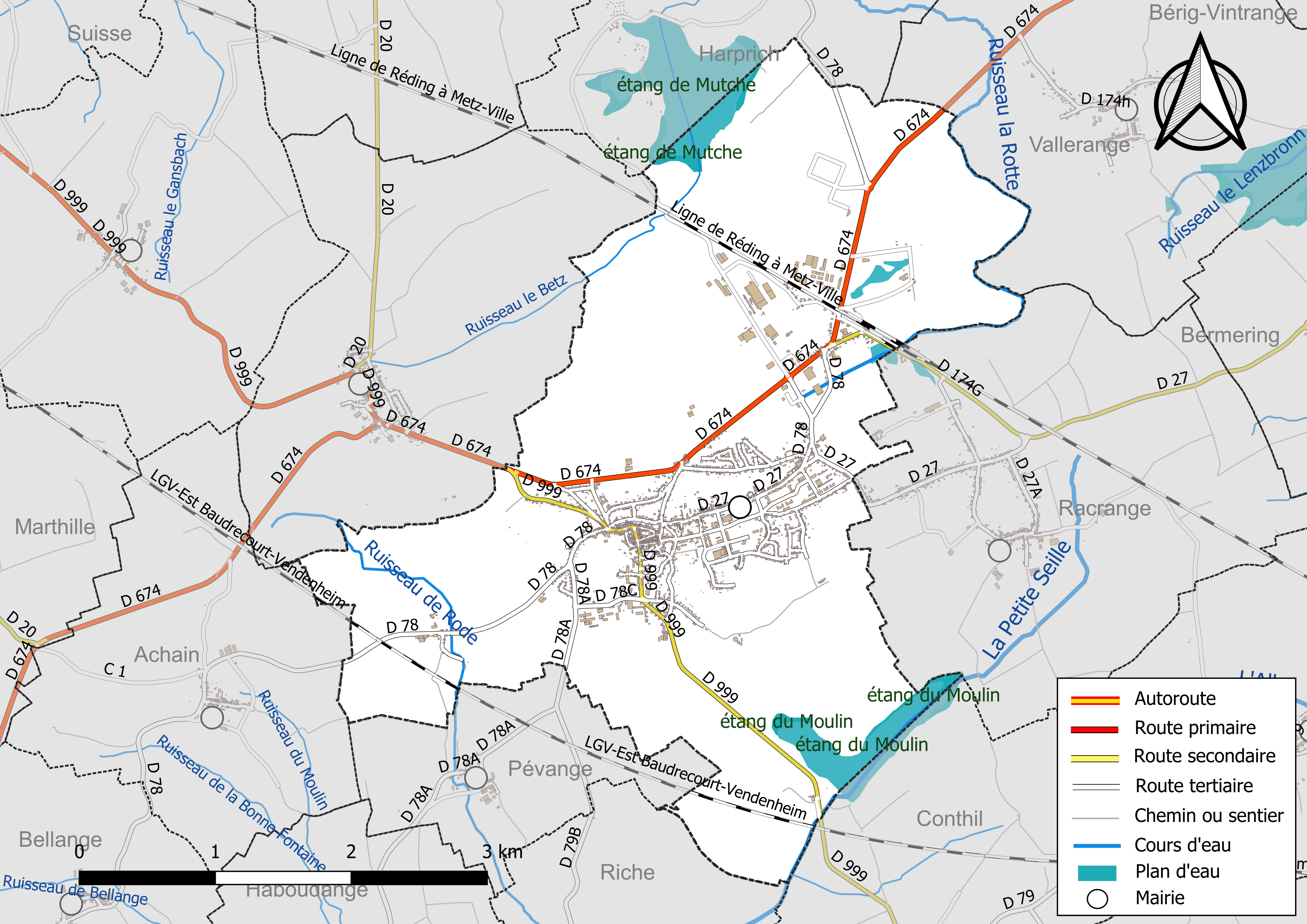
Réseaux hydrographique et routier de Morhange.

Hydrogéologie et climatologie : Système d’information pour la gestion des eaux souterraines du bassin Rhin-Meuse :
Territoire communal : Occupation du sol (Corinne Land Cover); Cours d'eau (BD Carthage),
Géologie : Carte géologique; Coupes géologiques et techniques,
 Hydrogéologie : Masses d'eau souterraine; BD Lisa; Cartes piézométriques.
La commune est située dans le bassin versant du Rhin au sein du bassin Rhin-Meuse. Elle est drainée :
- par la Petite Seille,
- le ruisseau la Rotte, d'une longueur totale de 23,4 km prend sa source dans la commune  et se jette  dans la Nied à Vatimont, après avoir traversé 13 communes[14],[15]. C'est un affluent droit de la Nied donc un sous-affluent du Rhin par la Sarre,
- le ruisseau le Betz, 4,9 km, affluent de la Rotte, traverse l'étang de la Mutche.
- le ruisseau de Rode,
- le ruisseau des Chanvres,
- le ruisseau le Betz[Carte 1],

- la Petite Seille, d'une longueur totale de 25,5 km, prend sa source dans la commune de Racrange et se jette  dans la Seille à Salonnes, après avoir traversé 15 communes[16].

La qualité des eaux des principaux cours d’eau de la commune, notamment de la Petite Seille et du ruisseau la Rotte, peut être consultée sur un site dédié géré par les agences de l’eau et l’Agence française pour la biodiversité.

## Urbanisme

### Typologie
Au 1er janvier 2024, Morhange est catégorisée bourg rural, selon la nouvelle grille communale de densité à sept niveaux définie par l'Insee en 2022.
Elle appartient à l'unité urbaine de Morhange, une agglomération intra-départementale regroupant deux  communes, dont elle est ville-centre,,. Par ailleurs la commune fait partie de l'aire d'attraction de Morhange, dont elle est la commune-centre,. Cette aire, qui regroupe 22 communes, est catégorisée dans les aires de moins de 50 000 habitants,.

### Occupation des sols
L'occupation des sols de la commune, telle qu'elle ressort de la base de données européenne d’occupation biophysique des sols Corine Land Cover (CLC), est marquée par l'importance des territoires agricoles (67,6 % en 2018), en augmentation par rapport à 1990 (61,3 %). La répartition détaillée en 2018 est la suivante : 
terres arables (47,9 %), zones urbanisées (17,8 %), prairies (17 %), zones industrielles ou commerciales et réseaux de communication (6,6 %), forêts (4,9 %), eaux continentales (3,1 %), zones agricoles hétérogènes (2,7 %). L'évolution de l’occupation des sols de la commune et de ses infrastructures peut être observée sur les différentes représentations cartographiques du territoire : la carte de Cassini (XVIIIe siècle), la carte d'état-major (1820-1866) et les cartes ou photos aériennes de l'IGN pour la période actuelle (1950 à aujourd'hui).

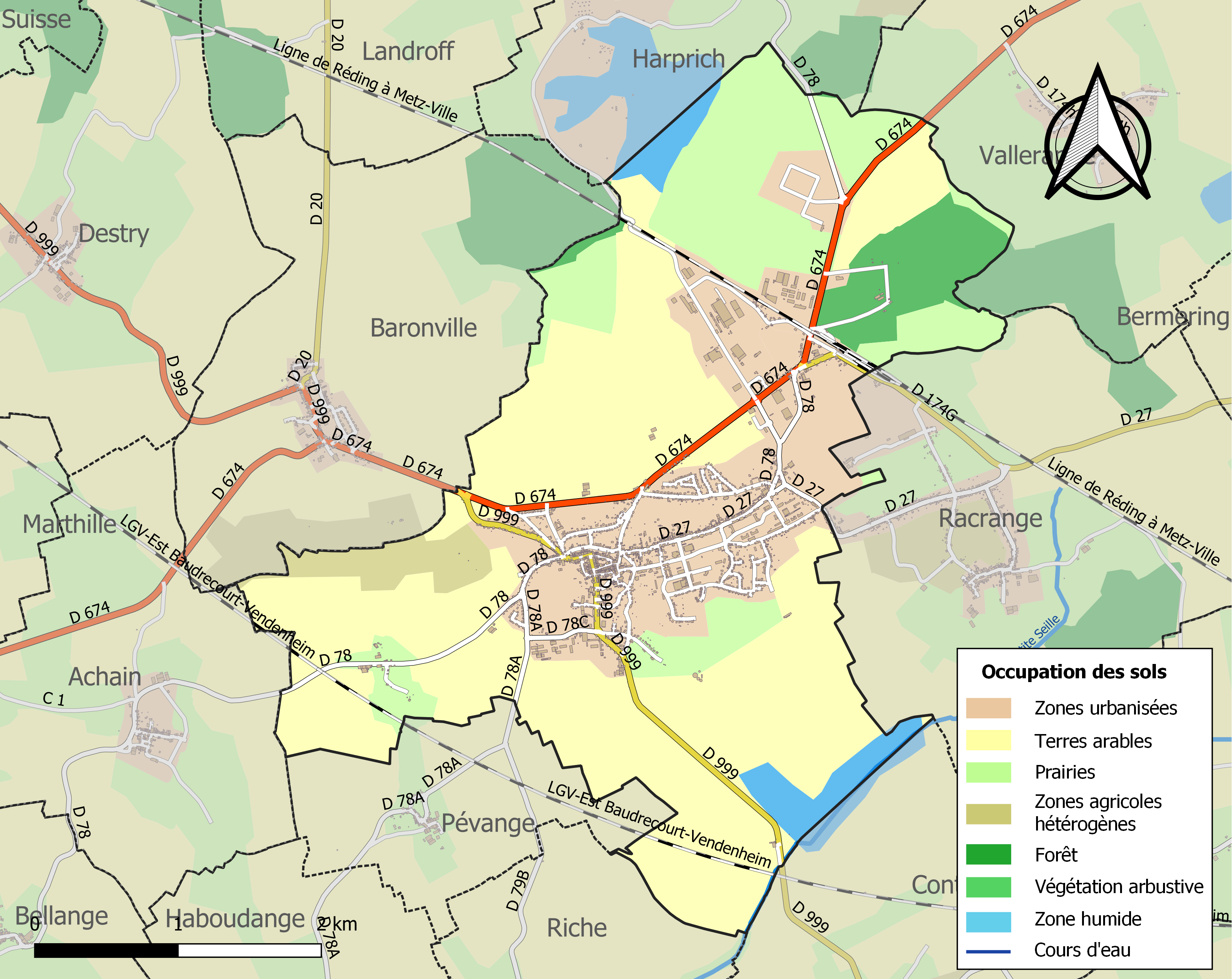
Carte des infrastructures et de l'occupation des sols de la commune en 2018 (CLC).

## Toponymie
- D'un nom de personne germanique Moricho[23] suivi du suffixe -ing/-ingen francisé en -ange.
- Morichinga (816 et 902)[24], Morhangia (1245), Morchenges et Morehenges (1252), Mœrchinga/Moerchinga (1280), Morhanges (1329), Morchingen (1403), Meurichingen (1410), Mörchlingen (1460), Morangia (1508 environ)[25], Mirchingen (1550), Morhanges alias Morchingen (1594), Morchingen (XVIIe siècle), Merchingen (1645), Merchinge (XVIIe siècle), Morehange à la haute tour (1756), Morhange à la haute tour (1779)[26].
- Annexions de 1871-1918 et 1940-1944 : Mörchingen.
- En allemand : Moerchingen[26]. En francique lorrain : Märchinge.

## Histoire
L'endroit comprend un site antique sur la hauteur puis un camp romain. Au Moyen Âge, Morhange appartient à une seigneurie puissante de la maison de Salm puis dépendant du duché de Lorraine.
Ancien chef-lieu d'une seigneurie du bailliage d'Allemagne, érigée plus tard en comté. La coutume de Lorraine y était suivie. Morhange était également le chef-lieu d'un archiprêtré de l'archidiaconé de Marsal, qui comprenait 42 paroisses.
Le château fort et la ville, dévastés et incendiés aux XIVe siècle-XVe siècle, furent reconstruits au pied de la colline. La bourgade a été occupée par le duc de Lorraine. Ce fut le lieu d'une bataille en 1641.
La ville devient française en 1680. Elle est rendue à la Lorraine en 1747, puis confisquée par la France en 1792.
Elle fut chef-lieu de district, de 1790 à 1795. 
Le canton de Morhange, supprimé en 1802, comprenait les communes de : Baronville, Brulange, Destry, Einchwiller, Harprich, Landroff, Morhange, Racrange, Rode, Suisse-Basse, Suisse-Haute et Vallerange.
Elle absorbe la commune de Rode (Rhode), le 22 juin 1810.
Comme les autres communes de l'actuel département de la Moselle, Morhange est annexée à l’Empire allemand de 1871 à 1918. Morhange (Mörchingen en allemand) s'anime alors avec les troupes allemandes qui stationnent dans le bourg (construction de vastes casernes). Les collines alentour furent truffées de petits ouvrages militaires fortifiés, qui constituèrent la fameuse Muraille de Morhange.

### Seigneurs de Morhange
Le terre de Morhange est longtemps possession de la maison de Salm. À la mort de Jacques de Salm en 1474, elle passe, avec la seigneurie de Puttelange et la moitié du comté de Salm-en-Vosges, dans la famille des Rhingraves.
En 1742 ou 1743, Eléonore-Henriette de Poitiers, veuve de Maximilien Bleickard achète le comté de Morhange qui passe ainsi dans la famille de Helmstadt. Leur fils, Maximilien-Auguste Bleickard, comte d'Helmstatt (1728-1802), épouse en 1747 Henriette-Louise de Montmorency-Laval, cousine de Louis-Joseph de Montmorency-Laval, évêque de Metz de 1760 à 1801. Il est élu député de la noblesse du bailliage de Sarreguemines aux états généraux.

### Première Guerre mondiale
Lorsque la Première Guerre mondiale éclate, les hommes de Morhange sont contraints, en tant qu'habitants de l’Empire allemand, de s'engager sous les armes. Dès le début de la guerre, la ville, adossée à des collines fortifiées par des ouvrages militaires légers, acquiert le surnom de « muraille de Morhange ». La bataille de Morhange a lieu les 19 et 20 août 1914. C'est un épisode de la bataille des Frontières. Les troupes françaises sont confrontées à un échec retentissant et sont décimées par l’artillerie allemande. Les armées françaises sont contraintes au repli. Au cours de la guerre, beaucoup de jeunes Morhangeois tombent sous l’uniforme allemand, sur le Front de l’Est, mais aussi à l’Ouest, en particulier en France et dans les Flandres. Sujets loyaux du Kaiser, les Mosellans accueillent cependant avec joie la fin des hostilités et la paix, enfin retrouvée. Morhange redevient française après la signature de l’armistice de 1918. Les casernes sont alors occupées par une importante garnison, comptant jusqu'à trois régiments et un commandant de place ayant le grade de général.

### Seconde Guerre mondiale
La Seconde Guerre mondiale et le drame plus tragique de la seconde annexion par le Troisième Reich marquent longtemps les esprits. Une partie de la population est alors expulsée. De plus, les bombardements américains n'épargnent pas les civils. La commune est libérée le 6 décembre 1944, six mois jour pour jour après le débarquement de Normandie, après de durs combats.

## Politique et administration

### Administration municipale
| Période                                  | Période           | Identité           | Étiquette      | Qualité                                                              |
| ---------------------------------------- | ----------------- | ------------------ | -------------- | -------------------------------------------------------------------- |
| Les données manquantes sont à compléter. |                   |                    |                |                                                                      |
| mai 1953                                 | mars 1971         | Alfred Chaty       |                | Vétérinaire                                                          |
| mars 1971                                | mars 1977         | Pierre Saunal      |                | Chef d'entreprise                                                    |
| mars 1977                                | juin 1993 (décès) | Daniel Sudan       | UDR puis RPR   | Pharmacien.Conseiller général du canton de Grostenquin (1970 → 1993) |
| 1993                                     | mars 2001         | Norbert Massfelder | DVD            | Enseignant                                                           |
| mars 2001                                | mai 2020          | Jacques Idoux      | DVD            | Pharmacien biologiste                                                |
| mai 2020                                 | En cours          | Christian Stinco   | Sans Etiquette | Directeur d'établissement médico-social                              |

### Budget et fiscalité 2022
En 2022, le budget de la commune était constitué ainsi :
- total des produits de fonctionnement : 5 347 000 €, soit 1 531 € par habitant ;
- total des charges de fonctionnement : 5 034 000 €, soit 1 442 € par habitant ;
- total des ressources d'investissement : 2 693 000 €, soit 771 € par habitant ;
- total des emplois d'investissement : 2 504 000 €, soit 717 € par habitant ;
- endettement : 2 696 000 €, soit 772 € par habitant.

Avec les taux de fiscalité suivants :
- taxe d'habitation : 21,17 % ;
- taxe foncière sur les propriétés bâties : 17,94 % ;
- taxe foncière sur les propriétés non bâties : 32,99 % ;
- taxe additionnelle à la taxe foncière sur les propriétés non bâties : 0,00 % ;
- cotisation foncière des entreprises : 0,00 %.

Chiffres clés Revenus et pauvreté des ménages en 2020 : médiane en 2020 du revenu disponible, par unité de consommation : 17 800 €.

### Intercommunalité
Siège de la communauté de communes du Centre mosellan de 1997 à 2016, la commune fait partie de l'Agglo Saint-Avold Centre mosellan depuis 2017, renommée par la suite Saint-Avold Synergie.

## Population et société

### Démographie

#### Évolution démographique
Les habitants de Morhange s'appellent des Morhangeois(e)(s).
L'évolution du nombre d'habitants est connue à travers les recensements de la population effectués dans la commune depuis 1793. Pour les communes de moins de 10 000 habitants, une enquête de recensement portant sur toute la population est réalisée tous les cinq ans, les populations de référence des années intermédiaires étant quant à elles estimées par interpolation ou extrapolation. Pour la commune, le premier recensement exhaustif entrant dans le cadre du nouveau dispositif a été réalisé en 2008.

En 2022, la commune comptait 3 347 habitants, en évolution de −3,41 % par rapport à 2016 (Moselle : +0,52 %, France hors Mayotte : +2,11 %).
| 1793  | 1800  | 1806  | 1821  | 1836  | 1841  | 1861  | 1866  | 1871  |
| ----- | ----- | ----- | ----- | ----- | ----- | ----- | ----- | ----- |
| 1 181 | 1 269 | 1 091 | 1 258 | 1 280 | 1 200 | 1 260 | 1 248 | 1 172 |

| 1875  | 1880  | 1885  | 1890  | 1895  | 1900  | 1905  | 1910  | 1921  |
| ----- | ----- | ----- | ----- | ----- | ----- | ----- | ----- | ----- |
| 1 062 | 1 109 | 1 041 | 3 690 | 7 603 | 7 084 | 7 039 | 2 648 | 4 034 |

| 1926  | 1931  | 1936  | 1946  | 1954  | 1962  | 1968  | 1975  | 1982  |
| ----- | ----- | ----- | ----- | ----- | ----- | ----- | ----- | ----- |
| 2 631 | 4 249 | 4 610 | 1 980 | 5 047 | 4 786 | 4 478 | 4 724 | 4 674 |

| 1990  | 1999  | 2006  | 2008  | 2013  | 2018  | 2022  | - | - |
| ----- | ----- | ----- | ----- | ----- | ----- | ----- | - | - |
| 4 460 | 4 050 | 3 896 | 3 838 | 3 489 | 3 426 | 3 347 | - | - |

### Enseignement
Établissements d'enseignements :
- Écoles maternelles et primaires sur la commune.
- Collèges à Morhange.
- Lycées à Dieuze, Château-Salins, Saint-Avold.

### Santé
Professionnels et établissements de santé :
- Médecins à Morhange, Bénestroff, Grostenquin, Dieuze.
- Pharmacies à Morhange, Grostenquin, Dieuze, Château-Salins.
- Hôpitaux à Morhange, Dieuze, Château-Salins.

### Cultes
- Culte catholique, Communauté de paroisses Notre-Dame du Feu de Morhange et de la Source de l'Albe[40], Diocèse de Metz[41].
- Culte protestant luthérien, la paroisse de Morhange[42] faisant partie du consistoire de Sarre-Union de l'EPCAAL (UEPAL).

### Manifestations culturelles et festivités
L’union des commerçants, à l’initiative de l’artiste Paul Schnebelen, expose avec l’aide de bénévoles, tous les ans pour les fêtes de Noël, un village d’automates de plus en plus grand (étapes de la construction d’un cheval de bois, « la pâtisserie », sapin de noël mécanique, etc.) ainsi qu’un village médiéval. Un défilé d’« objets roulants non identifiés » est organisé pour la Saint-Nicolas (en 2008 saint Nicolas arrive en soucoupe volante).
L'UCAME l'Union des Commerçants et Artisans - Morhange et Environs s'occupe de la majorité des manifestations de la ville (fête de la musique, happy retro day, la brocante).

## Économie

### Entreprises et commerces

#### Agriculture
- Culture et élevage associés.
- Culture de céréales, de légumineuses et de graines oléagineuses.
- Élevage d'autres animaux.
- Élevage d'autres bovins et de buffles.

#### Tourisme
- Camping.
- Restaurant.
- Hôtel à Thonville.
- Gîte de France à Bréhain.

#### Commerces
- Commerces et services.

## Culture locale et patrimoine

### Lieux et monuments

#### Édifices civils
- Traces d’une canalisation romaine.
- Traces de trois châteaux détruits aux XVIIIe et XIXe siècles :
  - vieux château, ou « château d’en haut », construit au XIIIe siècle pour Henri IV, comte de Salm. Détruit, on en utilisa les pierres pour la construction de l’église en 1749 ;
  - château bas, ou « château d’en bas », château édifié fin XVIe siècle par les Rhingraves de Salm, tombé progressivement en ruine. Il ne fut plus remis en état ;
  - château neuf, construit en 1768-1769 en face du château des Rhingraves. Aménagé en hôpital à la Révolution.
- Maison dite du Bailli, 10 rue Saint-Pierre, inscrite sur l'inventaire supplémentaire des monuments historiques par arrêté du 26 novembre 1993[43].
- Moulin de Rode.
- Plan d’eau de la Mutche (activités nautiques).
- Croix de franchise, dont l'origine remonte à 1345.
- Casernes.
- L'ancien four à briques de la Claire Forêt[44].
- Ancien tribunal.
- Ancien hôpital Sainte-Barbara.
- Monuments commémoratifs :
  - Monument aux morts[45] : Conflits commémorés : 1914-1918[46] - 1939-1945 - Indochine (1946-1954) - AFN-Algérie (1954-1962).
  - Cimetière israélite[47], rue des Jardins créé en 1850.
  - Le monument souvenir de la bataille de Morhange[48].
  - Cimetière militaire allemand du Hellenwald.

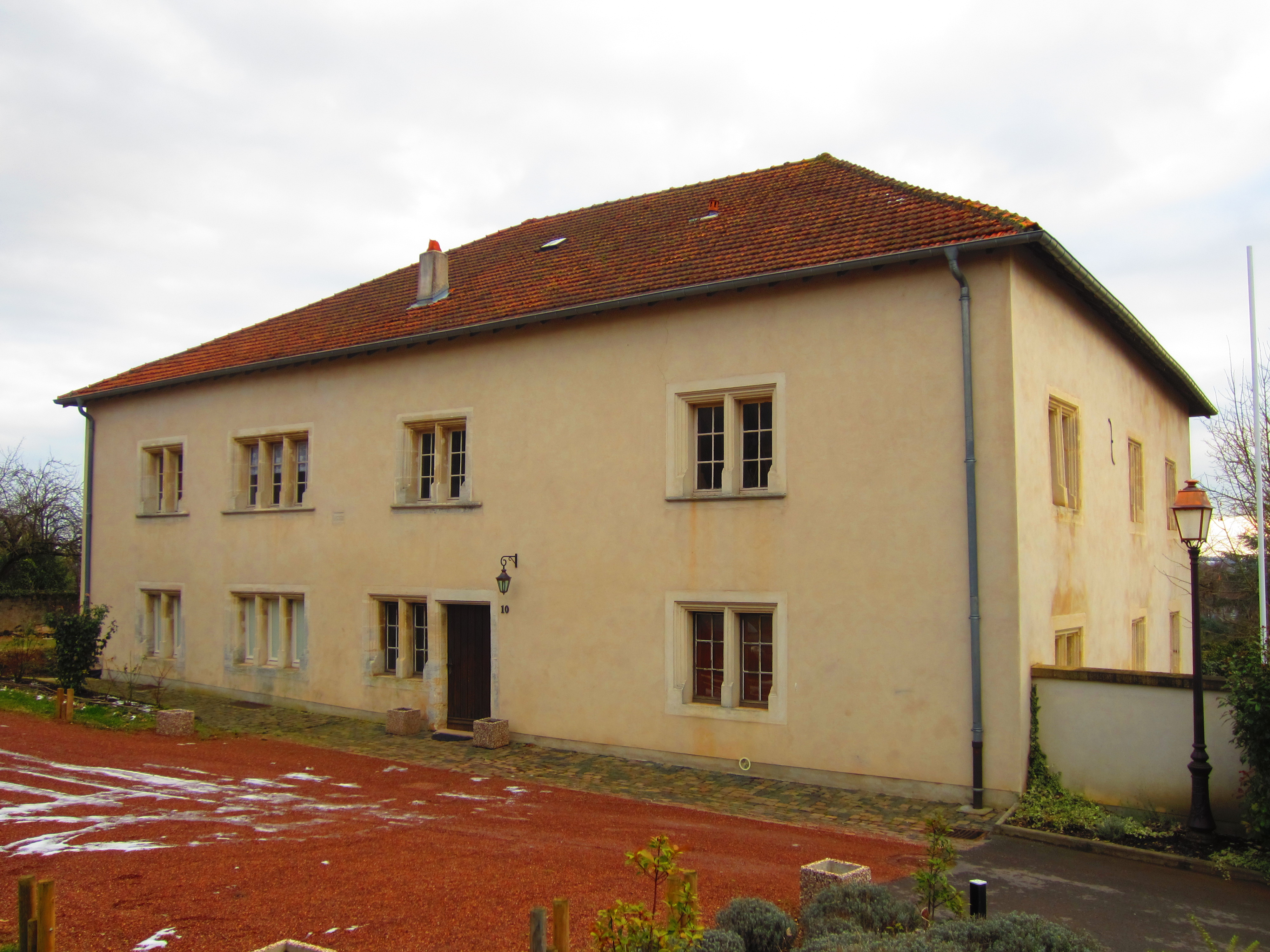
Maison dite du Bailli.
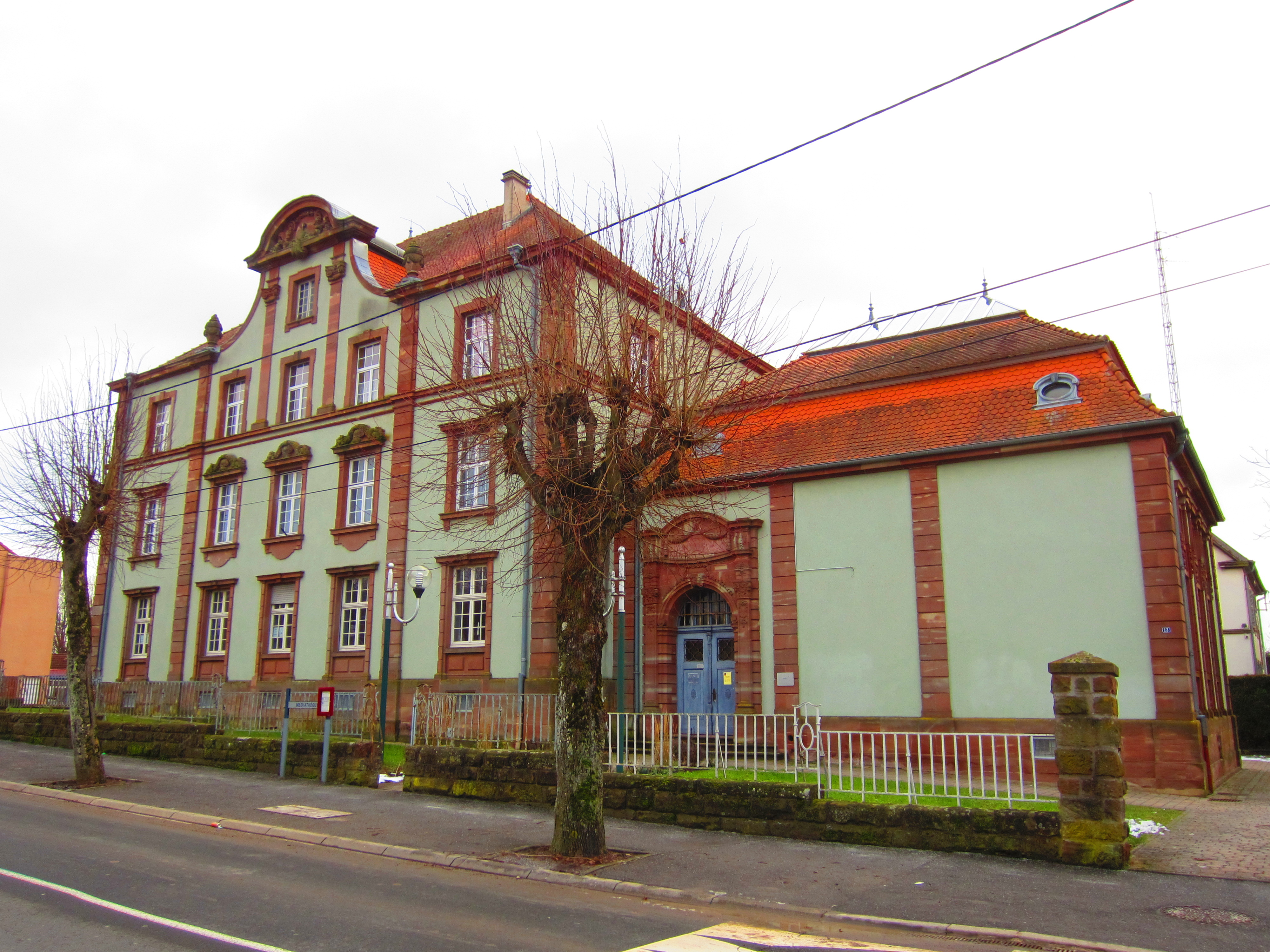
Ancien tribunal.
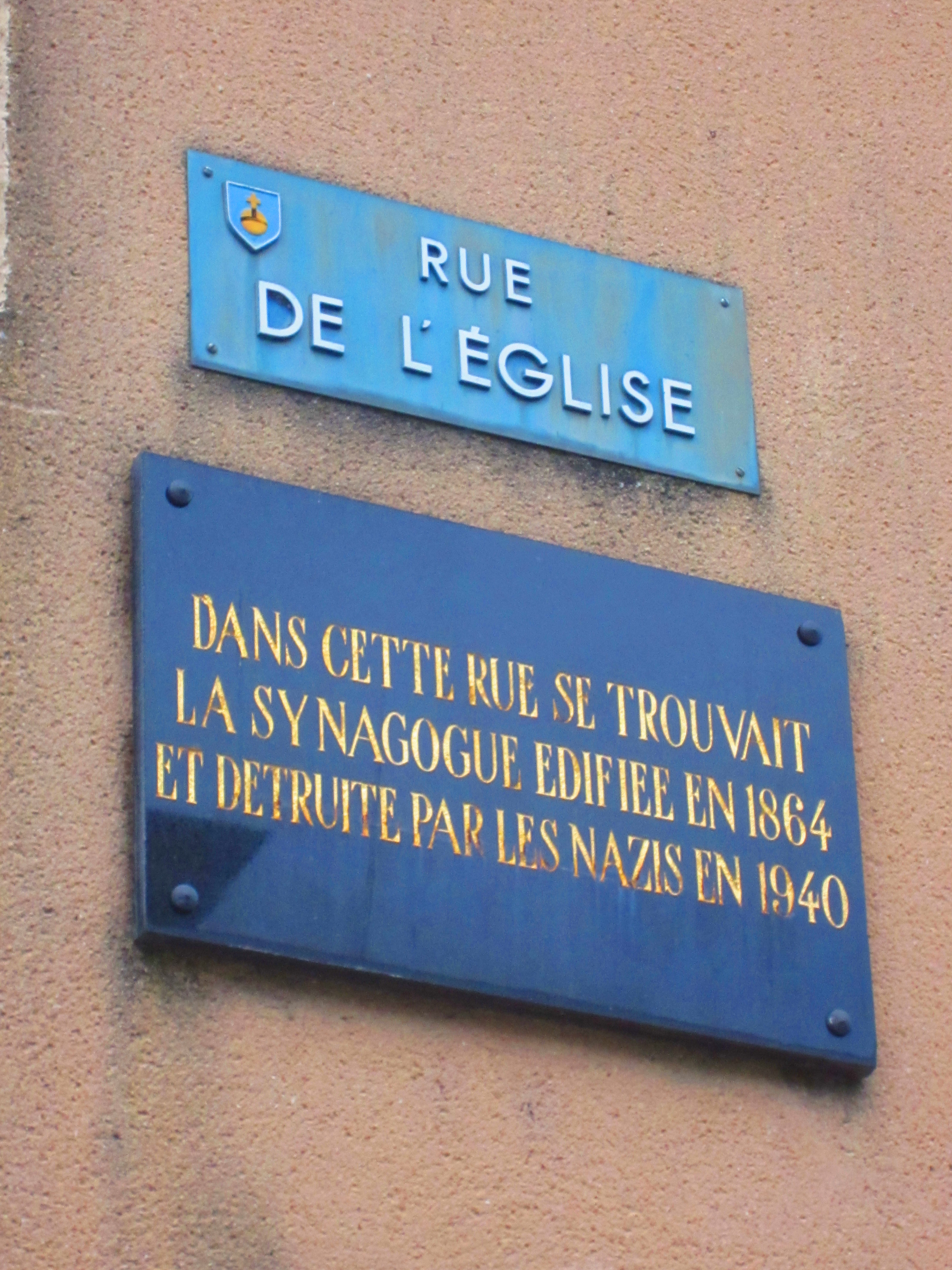
Plaque de l'ancienne synagogue.
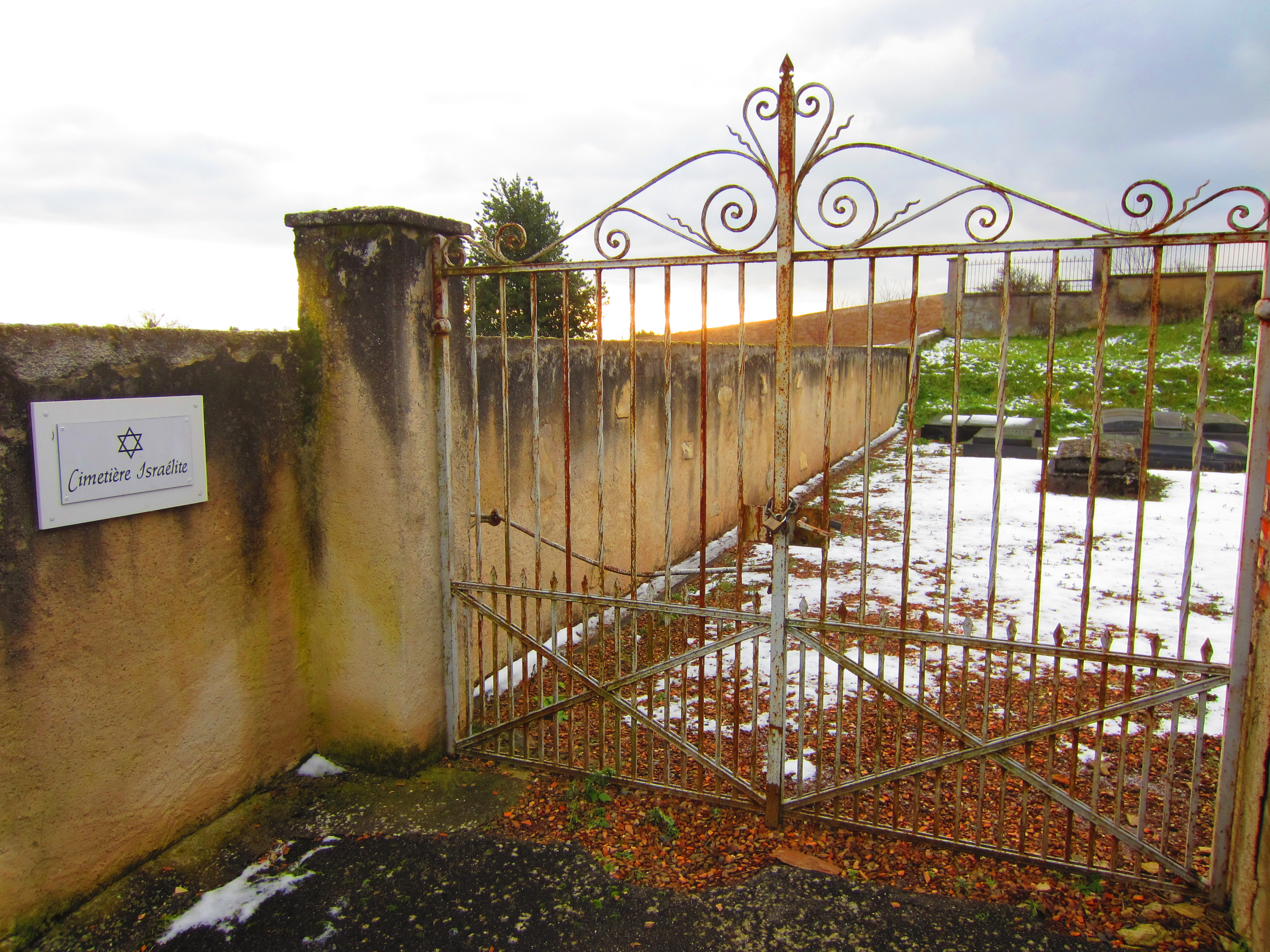
Cimetière israélite.
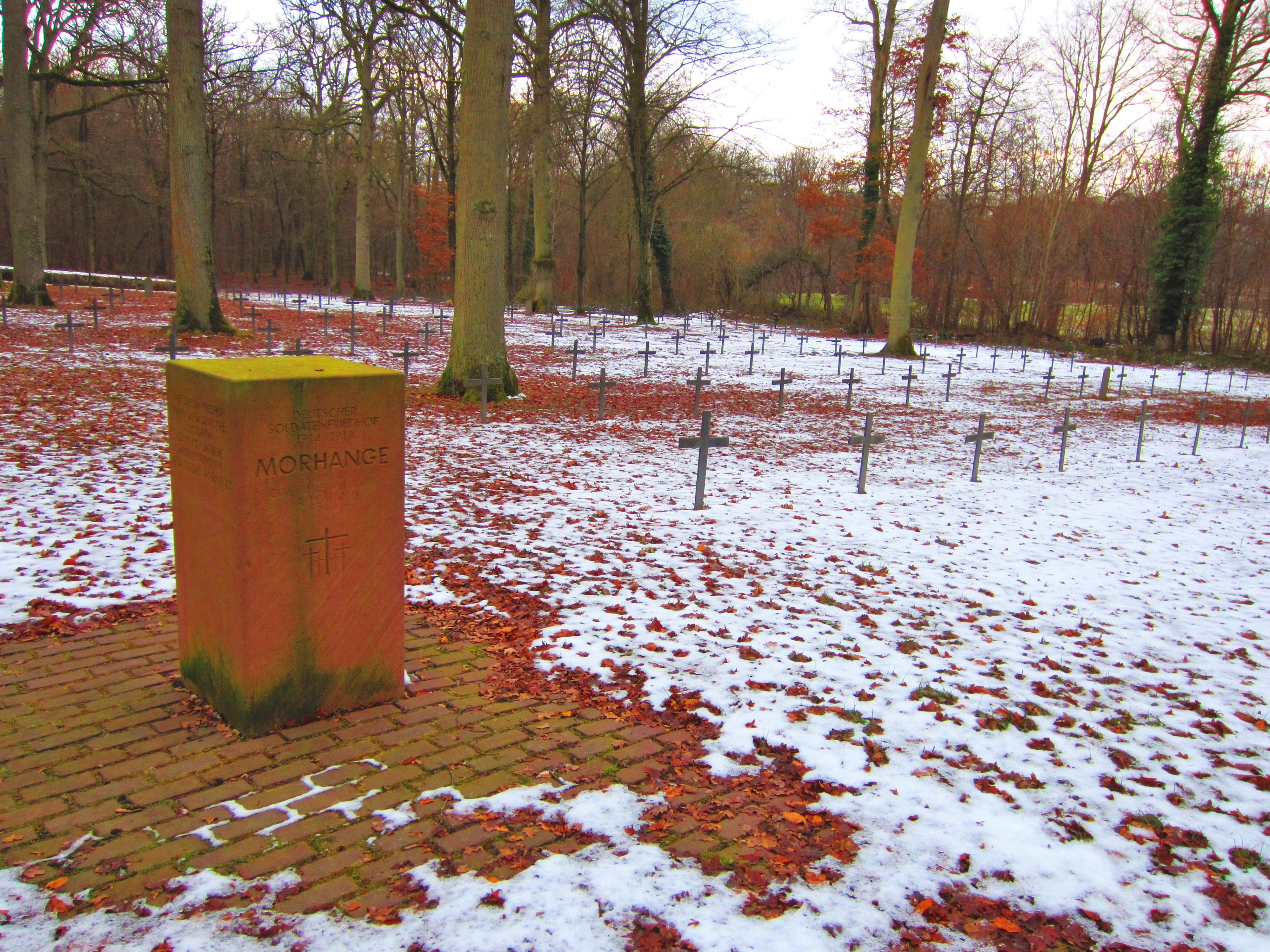
Cimetière militaire allemand du Hellenwald.

#### Édifices religieux
- Église Saint-Pierre-et-Saint-Paul, reconstruite au XVe siècle, entièrement restaurée en 1889. Elle possède une longue nef de 7 travées et abrite une Vierge à l'Enfant du XIVe siècle, une statue de sainte Barbe du XVe siècle, un retable du XVe siècle aux armes des maisons de Salm et de Joinville-Bonney, une cloche hosanna de 1501, ainsi qu'une chaire offerte par le duc de Bade. L'église est classée au titre des monuments historiques par arrêté du 20 décembre 1889[49],[50],[51].
- Chapelle de Rodé[52].
- Église luthérienne, rue de Montmorency construite entre 1893 et 1895, interdite d'accès après l'effondrement de la voûte intérieure en 2003. Un ambitieux projet de rénovation, soutenu par la fondation du patrimoine et la mission Stéphane Bern, est en cours de réalisation[53].
- Salle du Royaume, avenue du Parc Clemenceau.
- Ancienne synagogue, construite en 1864 et détruite en 1940 par les nazis, elle était située rue de l'Église où une plaque commémorative rappelle son souvenir[54].
- Grotte de Lourdes, réplique de l'originale, elle est située rue Saint-Pierre, à gauche du groupe scolaire Jeanne-d'Arc.

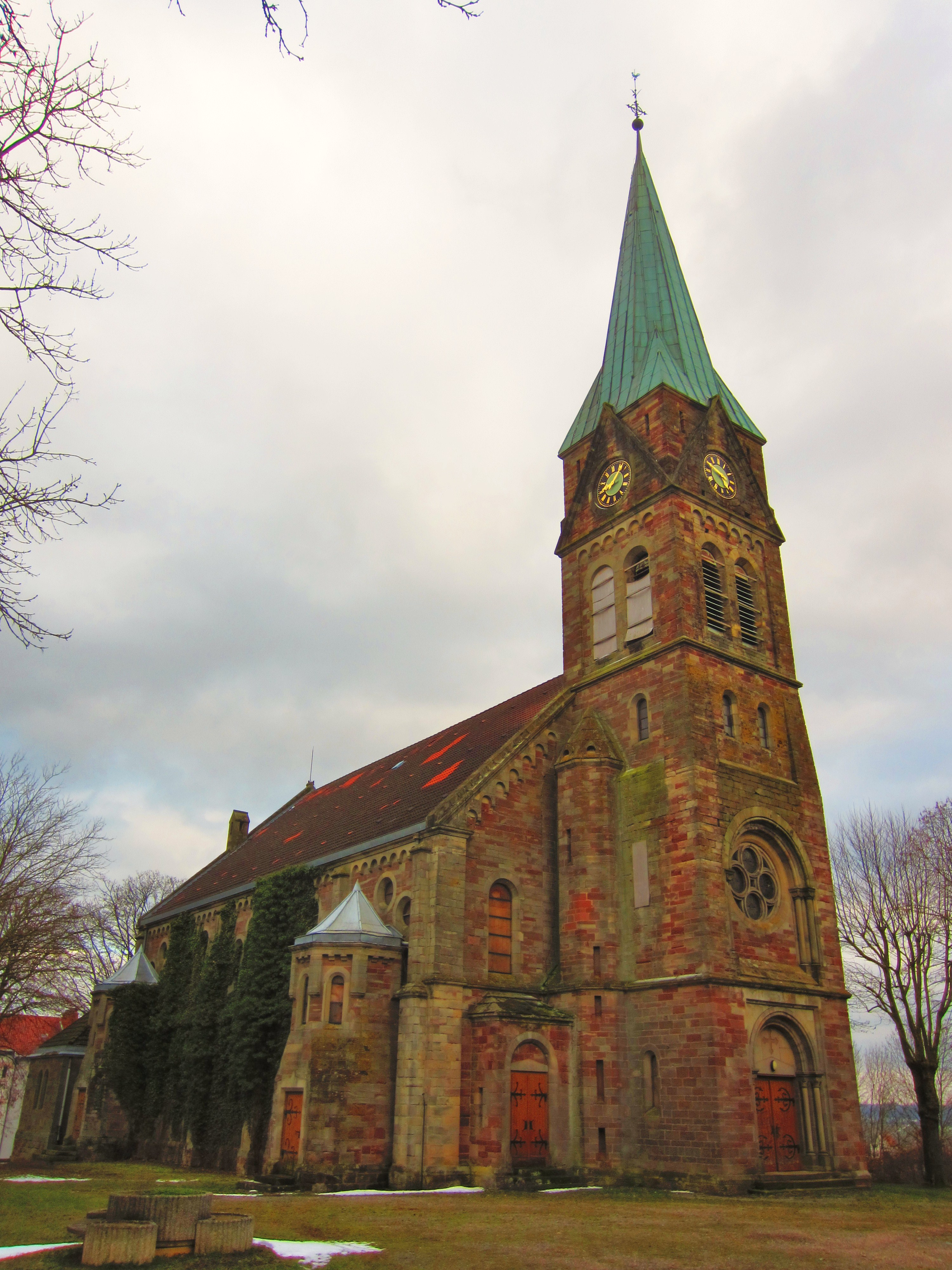
Église luthérienne.
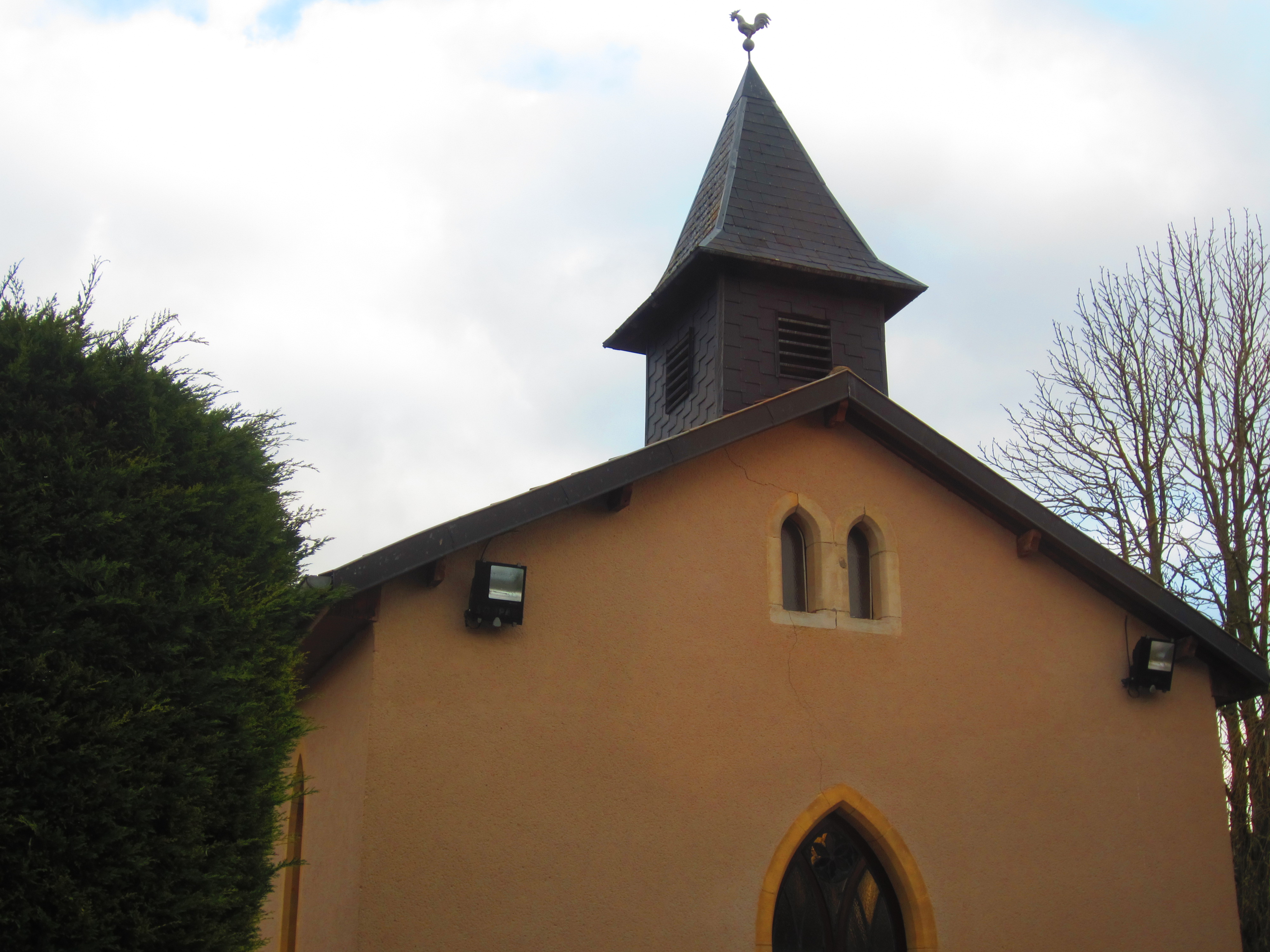
Chapelle de Rode.
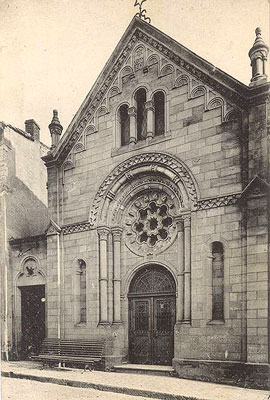
Ancienne synagogue.
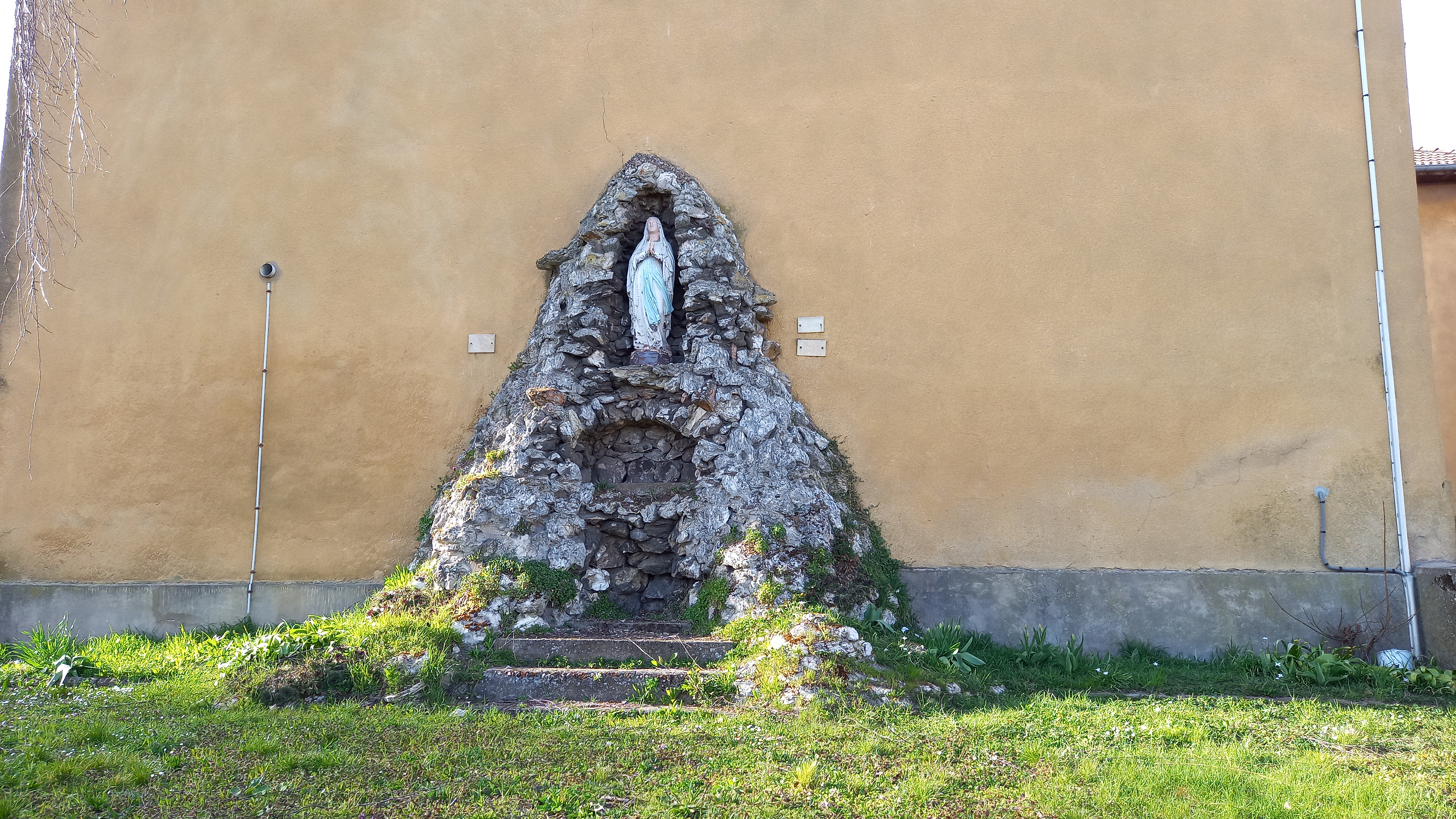
Grotte de Lourdes.

### Personnalités liées à la commune
- Christophe de Brem (1670-1747), garde-scel du tabellionnage de Morhange de 1691 à 1716, procureur d'office, « receveur et intéressé dans les fermes des domaines de Morhange » (1721), conseiller-secrétaire des commandements et finances de Son Altesse Royale au bailliage d'Allemagne (1730), né et mort à Morhange. Il est anobli par le duc Léopold Ier 19 octobre 1725 (« d'azur à trois annelets d'or posés 2 et 1, au chef d'argent chargé de deux étoiles d'azur »)[55].
- Annemarie von Gabain (1901-1993), turcologue allemande, née à Morhange.
- Hans-Joachim Kahler (1908-2000), général allemand de la Seconde Guerre mondiale, né à Morhange.
- Kurt Fett (1910-1980), officier supérieur allemand, membre de la Communauté européenne de défense (1951-1955), né à Morhange.
- Hamid Aït Amara (1935-2009), universitaire algérien, juriste, économiste, sociologue, né à Morhange.
- Hélène Zannier (1972-), députée de la 7e circonscription de la Moselle, directrice générale des services de la ville de Morhange.

### Héraldique
| Blason de Morhange (Moselle) | Blason  | D'azur au monde croiseté d'or, cintré et cerclé de sable. |
| Blason de Morhange (Moselle) | Détails | Le statut officiel du blason reste à déterminer.          |

### Blason populaire
Les habitants de Morhange étaient surnommé les ruinés et les culs brûlés. Selon Jean Vartier, ces sobriquets sont dus à la mise à sac et l'incendie total de la ville en 1401 ou 1405. Le surnom de sorciers étaient également en usage à l'égard des habitants de Morhange.